# Вейтсфілд (переписна місцевість, Вермонт)
Вейтсфілд (англ. Waitsfield) — переписна місцевість (CDP) в США, в окрузі Вашингтон штату Вермонт. Населення — 330 осіб (2020).

## Географія
Вейтсфілд розташований за координатами 44°11′21″ пн. ш. 72°49′29″ зх. д. / 44.18917° пн. ш. 72.82472° зх. д. (44.189033, -72.824730).  За даними Бюро перепису населення США в 2010 році переписна місцевість мала площу 1,03 км², з яких 1,00 км² — суходіл та 0,04 км² — водойми.

## Демографія
Згідно з переписом 2010 року, у переписній місцевості мешкали 164 особи в 86 домогосподарствах у складі 41 родини. Густота населення становила 159 осіб/км².  Було 104 помешкання (101/км²).
Расовий склад населення:
| - 98,8 % — білих |

До двох чи більше рас належало 0,6 %. Частка іспаномовних становила 0,6 % від усіх жителів.
За віковим діапазоном населення розподілялося таким чином: 20,1 % — особи молодші 18 років, 65,9 % — особи у віці 18—64 років, 14,0 % — особи у віці 65 років та старші. Медіана віку мешканця становила 45,0 року. На 100 осіб жіночої статі у переписній місцевості припадало 80,2 чоловіків;  на 100 жінок у віці від 18 років та старших — 84,5 чоловіків також старших 18 років.
Цивільне працевлаштоване населення становило 138 осіб. Основні галузі зайнятості: освіта, охорона здоров'я та соціальна допомога — 34,1 %, фінанси, страхування та нерухомість — 15,2 %, сільське господарство, лісництво, риболовля — 12,3 %.